# Argyle (métro de Chicago)
Pour les articles homonymes, voir Argyle.
Argyle (anciennement Argyle Park) est une station aérienne de la ligne rouge du métro de Chicago située à Little Vietnam, un quartier asiatique du secteur d'Uptown.
La station est ouverte 24h/24 et 819.176 passagers y ont transité en 2008.

## Histoire

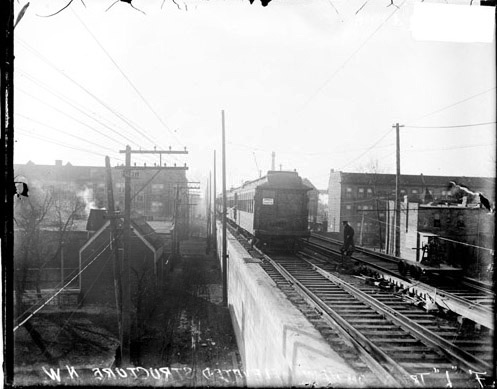
Vue de 1916 de Argyle.

Le site de la station fut ouvert en 1886 et utilisé comme dépôt de la Chicago, Milwaukee & St. Paul Route Railroad  sous le nom de Argyle Park. La station en tant que telle ne fut construite que plus tard, en 1908 après l’annexe des voies à la Northwestern Elevated. 
Elle fut ensuite reconstruite en 1921 après la mise sur viaduc de la North Side Main Line. 
Le quartier étant composé de l'une des plus importantes populations asiatiques de Chicago (après Chinatown, bien sûr), des pourparlers furent entrepris dès 1980 par Charlie Soo afin de rénover le quartier et les alentours de la station tout en y incorporant des éléments de la culture asiatique. 
Argyle était à cette époque couvert de graffitis et servait souvent de dépôt clandestin d’immondices. Devant la lenteur politique, Charlie Soo prit contact directement avec la Chicago Transit Authority afin de leur faire réaliser l’état de la station et le potentiel inutilisé, délaissé par les navetteurs vers le Loop.
Charlie Soo expliqua également les plans de relance économiques du quartier et comment les nouveaux arrivants vietnamiens et cambodgiens commençaient à le redynamiser par l’ouverture de restaurants typiques et de boutiques de cadeaux. 
Impressionnée, la CTA débloqua la somme de 250 000 $ afin de rénover Argyle. Les travaux furent achevés en 1991 par l’installation d’une pagode chinoise sur l’auvent de la station grâce à un partenariat entre le comité de quartier animé par Charlie Soo et Aon Corporation dont les bureaux se trouvent sur Broadway Avenue à quelques mètres de la station.

## Dessertes
| Nord/Ouest            |  |             |  | Sud/Est                     |
| --------------------- |  | ----------- |  | --------------------------- |
| Berwyn vers Howard    |  | ligne rouge |  | Lawrence vers 95th/Dan Ryan |
| modifier sur Wikidata |  |             |  |                             |